# BMW N43
| N43                            | N43                                                   |
| ------------------------------ | ----------------------------------------------------- |
|                                |                                                       |
| Виробник:                      | BMW                                                   |
| Марка:                         | N43                                                   |
| Тип:                           | Чотирициліндровий двигун                              |
| Робочий об'єм:                 | - 1,6 л - (1,599 куб.см) - 2,0 л - (1,995 куб.см) см3 |
| Максимальна потужність:        | 90-125 кВт (121-168 к.с.) кВт                         |
| Максимальний обертовий момент: | 160-210 Н⋅м Н·м                                       |
| Циліндрів:                     | 4                                                     |
| Клапанів:                      | 16                                                    |
| Хід поршня:                    | - 75,7 мм (2,98 дюйма) - 90 мм (3,54 дюйма) мм        |
| Діаметр циліндра:              | - 82 мм (3,23 дюйма) - 84 мм (3,31 дюйма) мм          |
| Охолодження:                   | рідинне охолодження                                   |
| Газорозподільний механізм:     | DOHC з VVT                                            |
| Матеріал блоку циліндрів:      | Алюміній                                              |
| Матеріал ГБЦ:                  | Алюміній                                              |
| Тактність (число тактів):      | 4                                                     |
| Червона зона:                  | 6500 об/хв об/хв                                      |
| Рекомендоване паливо:          | Бензин                                                |

BMW N43 — рядний чотирициліндровий атмосферний бензиновий двигун, який продавався з 2006 по 2013 рік. Замінив двигуни BMW N46 і BMW N45. Однак N43 не продавався в країнах з паливом з високим вмістом сірки, тому двигуни N45/N46 залишалися у виробництві разом з N43.
У порівнянні зі своїм попередником N46, N43 має пряме впорскування.
У 2011 році в рамках переходу BMW на турбонаддув N43 був замінений на чотирициліндровий двигун BMW N13 з турбонаддувом. У N43 виникли різні проблеми під час експлуатації — поломка пластикових напрямляючих кулачкового ланцюга, що призвело до втрати мастила, оскільки сміття блокувало масляний фільтр, а також проблеми з форсунками, пакетами котушок і датчиком NOx.

## Характеристики
| Версія | Об'єм                   | Потужність                              | Крутний момент                      | Роки      |
| ------ | ----------------------- | --------------------------------------- | ----------------------------------- | --------- |
| N43B16 | 1 599 см3 (97,6 дюйм3)  | 90 кВт (121 гальм. к. с.) at 6,000 rpm  | 160 Н⋅м (118 фунт⋅фут) at 4,250 rpm | 2008-2011 |
| N43B20 | 1 995 см3 (121,7 дюйм3) | 90 кВт (121 гальм. к. с.) at 6,000 rpm  | 185 Н⋅м (136 фунт⋅фут) at 3,000 rpm | 2007-2011 |
| N43B20 | 1 995 см3 (121,7 дюйм3) | 105 кВт (141 гальм. к. с.) at 6,000 rpm | 190 Н⋅м (140 фунт⋅фут) at 4,500 rpm | 2007-2011 |
| N43B20 | 1 995 см3 (121,7 дюйм3) | 125 кВт (168 гальм. к. с.) at 6,700 rpm | 210 Н⋅м (155 фунт⋅фут) at 4,250 rpm | 2007-2011 |

## Застосування

### N43B16
N43B16 мав робочий об’єм 1599 куб.см і видавав 90 кВт і 160 Н⋅м. Був наступником двигуна BMW N45 і, відповідно до N45, не мав Valvetronic.
- 2007-2009 E87 116i
- 2008 E90 316i

### N43B20
N43B20 мав робочий об’єм 1995 куб.см і видавав до 125 кВт і 210 Н⋅м.
У 2009 році N43B20 з 1995 куб.см, замінив N43B16 з 1599 куб.см у 116i. Потужність залишилася на рівні 90 кВт, але збільшився крутний момент.

#### Версія потужністю 90 кВт (121 к.с.).
- 2007-2011 E81/E87 116i

#### Версія потужністю 105 кВт (141 к.с.).
- 2007-2011 E90/E91/E92/E93 318i
- 2008-2011 E81/E87/E88 118i

#### Версія потужністю 125 кВт (168 к.с.).
- 2007-2011 E81/E82/E87/E88 120i
- 2007-2011 E90/E91/E92/E93 320i
- 2007-2009 E60/E61 520i